# Clifford Sobel

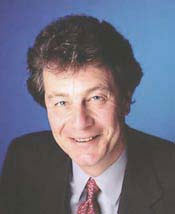
Clifford Sobel, juli 2002

Clifford M. Sobel (1949) is een Amerikaans zakenman en diplomaat. Hij is directeur geweest van een aantal grote bedrijven en was een van de grootste fondsenwervers voor de Republikeinse Partij tijdens de Amerikaanse presidentsverkiezingen van 2000. Tussen 2001 en 2005 was hij de 62e ambassadeur van de Verenigde Staten in Nederland.
Sobel studeerde aan de universiteit van Vermont en aan de School of Commerce van de universiteit van New York; aan die laatste behaalde hij een bachelorgraad in management. In 1999 ontving hij van de Kean University een eredoctoraat in de rechten ter erkenning van zijn werken voor het nut van het algemeen.
In de jaren 1970 en '80 was hij mede-oprichter en later directeur van verschillende bedrijfjes die werkzaam waren op het gebied van de handelsnijverheid. Deze bedrijfjes groeiden uit tot de meest innovatieve en snelst groeiende ondernemingen in hun branches en ontvingen onder Sobels leiding verschillende prijzen, waaronder de Sears prijs voor de beste directeur. Sobel is ook werkzaam geweest als directeur van Net2Phone, de grootste aanbieder van telefonie over het Internet. Recentelijk is Net2Phone een samenwerking aangegaan met Cisco Systems en Sobel is mede-voorzitter van het nieuwe bedrijf ADIR geworden.
Tussen 1994 en 1998 was Sobel, op voordracht van president Clinton lid van de Amerikaanse Holocaust Memorial Council in Washington D.C.. Van 1987 tot 1989 was hij aangesteld als lid van de Internationale Handelsraad van de Amerikaanse Overheid voor de Industrie. Hij was lid van de adviesraden Empower America en de Leiderschapsraad van de Republikeinse Partij en hij was lid van de raad en van de beleidscommissie van de Business Executives for National Security (BENS). In 1995 werd hij door het Amerikaans Congres gehoord over versnelde verdragen in de internationale handel en in de periode 1993-1997 was hij door de Minister van Defensie aangesteld als lid van de Board of Visitors of the Naval Postgraduate School in Monterey in Californië.
In 1996 en 2000 was hij afgevaardigde bij de Republikeinse conventies en in 2000 was hij lid van het Platform Committee en het Subcommittee voor Buitenlands Beleid. Hij was hoofd financiën in New Jersey tijdens de primaries en presidentscampagne van George W. Bush in 2000. Hij kende Bush overigens al; tijdens diens gouverneurschap vergezelde Sobel hem tijdens een informatieve reis door Israël.
Op 3 juli 2001 werd hij door inmiddels president Bush aangesteld als ambassadeur in Nederland waarmee hij Cynthia P. Schneider opvolgde. Zijn aanstelling werd geratificeerd door de Amerikaanse Senaat en Sobel legde op 8 november de eed af bij Minister van Buitenlandse Zaken Colin Powell. Op 5 december 2001 presenteerde hij zijn geloofsbrieven aan koningin Beatrix. Hij was tot juli 2005 in functie als ambassadeur en werd opgevolgd door Roland Arnall.